# Land- und Stadtgericht Nikolaiken
Das Land- und Stadtgericht Nikolaiken war von 1824 bis 1838 ein preußisches Land- und Stadtgericht mit Sitz in Nikolaiken.

## Geschichte
In Nikolaiken bestand bis 1824 das Stadt- und Amtsgericht Nikolaiken. 1824 wurde daraus das Land- und Stadtgericht Nikolaiken gebildet. Es war ein Gericht 2. Klasse im Sprengel des Oberlandesgerichts Insterburg. 
Sein Gerichtsbezirk umfasste 1837 die Stadt Nikolaiken mit 1929 Gerichtseingesessenen und 87 Ortschaften mit 8980 Gerichtseingesessenen (zusammen also 10.909 Gerichtseingesessene). Am Gericht waren ein Land- und Stadtrichter und drei weitere Mitarbeiter beschäftigt.
Mit Kabinetts-Ordre vom 22. August 1838 wurde das Land- und Stadtgericht Nikolaiken aufgehoben und eine Gerichtskommission Nikolaiken des Land- und Stadtgerichts Sensburg gebildet.
Nach der Märzrevolution wurden 1849 einheitlich Kreisgerichte gebildet. In Nikolaiken entstand die Gerichtskommission Nikolaiken des Kreisgerichts Sensburg.